# Phraser
Phraser is een programma dat algoritmes voor machinaal leren gebruikt om beschrijvingen in natuurlijke taalbeschrijvingen ("prompts") te maken voor neurale netwerken.

## Gebruik
Phraser is ontworpen om het maken van aanwijzingen voor neurale netwerken te vereenvoudigen. Met de webapplicatie kunnen gebruikers verschillende promptparameters uitdiepen, waaronder stijl, inhoudstype, kleurkwaliteit en camera-instellingen, om optimale prompts te genereren die zijn afgestemd op een bepaald neuraal netwerkmodel.

## Functie
De toepassing ondersteunt verschillende neurale netwerken, waaronder DALL-E, Midjourney en Stable Diffusion, en kan ook afbeeldingen en audiobestanden maken in de gebruikersinterface.